# Silvana Bessone
Silvana Bessone (nascida em Lisboa) é uma conservadora, consultora e historiadora de arte portuguesa. Já foi Directora do Museu Nacional dos Coches, cargo que ocupou durante mais de 15 anos, começando em 1990.
O seu percurso no Museu Nacional dos Coches começou com o desempenho de funções como conservadora.
É licenciada em História pela Faculdade de Letras da Universidade Clássica de Lisboa e mestre em História de Arte pela Faculdade de Ciências Sociais e Humanas da Universidade Nova de Lisboa.